# Cory in the House
A Cory in the House a Disney Channel vígjátéksorozata volt, amely a népszerű That’s So Raven sorozat alapján készült. Dennis Rinsler és Marc Warren voltak az ötletgazdák.
A műsor az eredeti produkcióból már jól ismert Cory Baxterre fókuszál, aki Washington DC-be költözik, mikor apja, Victor Baxter munkát kap a Fehér Házban, mint az elnök felettese. Az eredeti szereplők többsége nem tért vissza a spin-off sorozatra, viszont Raven maga feltűnt egy vendégszerep erejéig. Cory Raven testvérét játszotta az "anya"műsorban, és néha a sorozat fő gonoszaként is fel lehetett fogni, itt viszont főszereplőt játszik. Most az új "lakhelyén" vadonatúj kalandok várnak Cory-ra, új barátokkal és ellenségekkel egyaránt.
A műsor 2 évadot élt meg 34 epizóddal. Magyarországra soha nem jutott el, éppúgy, mint az eredeti sorozat. Az USA-ban 2007. január 12-től 2008. szeptember 22-ig vetítette a Disney Channel. 22 perces egy epizód.
Érdekességként megemlítendő, hogy az interneten egy időben elterjedt egy humoros mém arról, hogy a Cory in the House a "legjobb anime", annak ellenére, hogy semmi köze az animékhez. Ez a mém a műsor japán változatának a főcímdalából származik.